# Шёлль, Экехард
Экехард Шёлль (нем. Eckehard Schöll; род. 6 февраля 1951, Штутгарт, ФРГ) — немецкий физик, профессор теоретической физики в Берлинском техническом университете. Внес большой вклад в исследования нелинейной динамики, физики полупроводников, нейродинамики и теории бифуркаций, был одним из первопроходцев в изучении химерных состояний. Его последние исследования также связаны с биологией и общественными науками, например, математическое моделирование социоэкономических процессов или нейронных сетей. В настоящее время является руководителем исследовательского проекта SFB 910, посвящённого изучению принципов управления самоорганизующимися нелинейными системами, под покровительством Немецкого научно-исследовательского общества.
Экехард Шёлль опубликовал более 500 публикаций в международных журналах, а также также написал несколько книг. Его индекс Хирша равен 60 (по состоянию на февраль 2018), количество цитирований более 16000, а число Эйнштейна (кратчайший путь соавторства с Альбертом Эйнштейном) равно 5.

## Биография
Экехард Шёлль изучал физику в Тюбингенском университете, выпустившись в 1976 году, и затем получил степень PhD по математике в 1978 году в Саутгемптонском университете у П. Т. Ландсберга. В 1981 году стал Dr.rer.nat. под руководством Фридриха Шлёгля. В 1983-1984 Шёлль занимал должность приглашенного доцента в Университете Уэйна в Детройте, а затем исследователя во Флоридском университете в 1985 году. Завершил хабилитацию к 1986 в Рейнско-Вестфальском техническом университете Ахена, где далее занимал должность приглашенного профессора. С 1989 года является профессором в Берлинском техническом университете, где под его руководством было написано более 100 бакалаврских и магистерских работ, защищено 30 докторских диссертаций и три хабилитации. С 2011 года руководит проектом SFB 910 Control of Self-Organizing Nonlinear Systems.
Экехард Шёлль женат, имеет двух детей и внучку.

## Достижения и награды

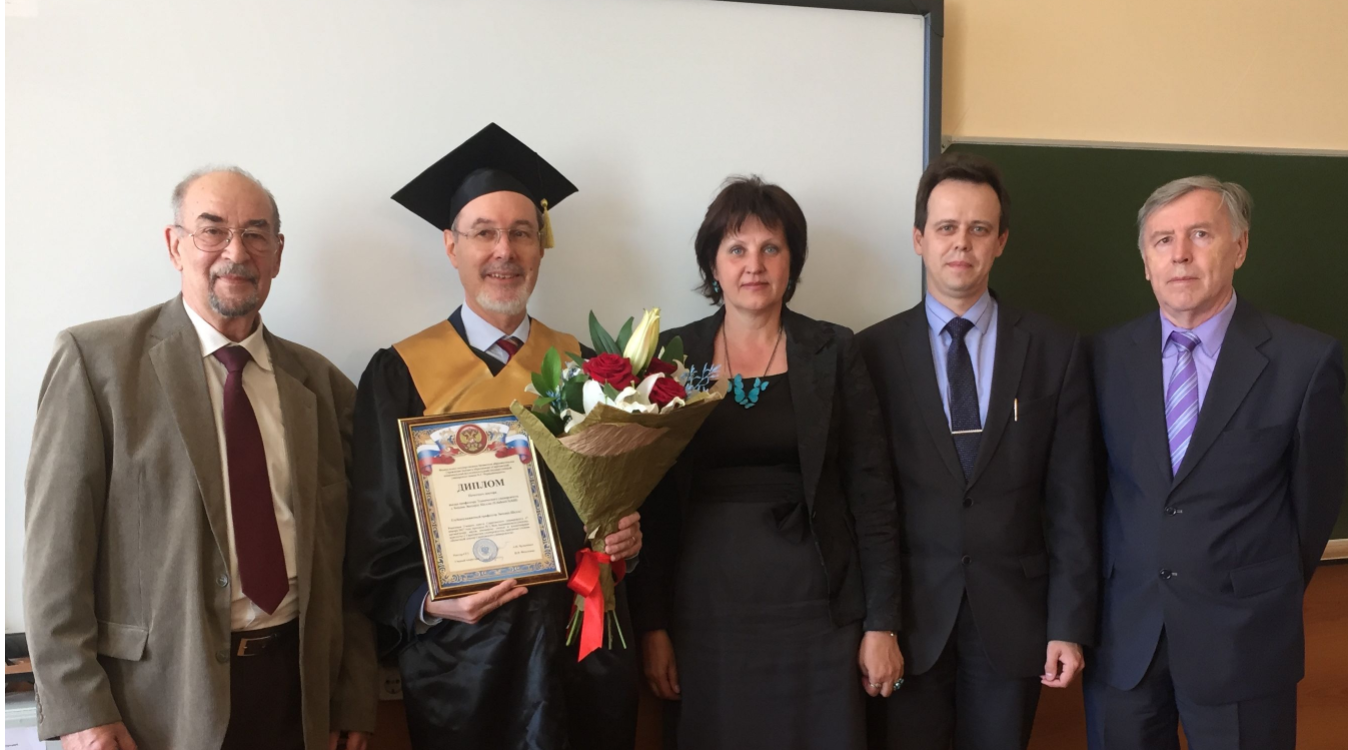
Присвоение Экехарду Шёллю звания почетного профессора Саратовского Государственного Университета, 16 мая 2017

Будучи студентом, в 1971-1978 годах, Шёлль получал престижную государственную стипендию Studienstiftung des deutschen Volkes. В 1997 году он стал обладателем премии «Лучший преподаватель» Берлинского технического университета за структурированные и информативные лекции. Получил Fulbright Senior Scholarship Award от Университета Дьюка (США) в 2000 году, а в 2017 стал почётным профессором Саратовского государственного университета имени Н. Г. Чернышевского.

## Научная деятельность

### Основные направления исследований
- Динамика сетей, синхронизация хаоса и химерные состояния
- Хаос и возмущения в динамических системах
- Анализ и управление динамическими системами с задержкой
- Нелинейная динамика полупроводниковых лазеров
- Нелинейная динамика носителей заряда в полупроводниковых наноструктурах
- Самоорганизация, кинетика роста, метод Монте-Карло

### Научные конференции
Как активный член научного сообщества, Экехард Шёлль вовлечен в организацию нескольких международных научных конференций 
- Control of Self-Organizing Nonlinear Systems, Варнемюнде, Германия 2018
- International Conference on Control of Complex Systems and Networks, Герингсдорф, Узедом, Германия 2016
- Short Thematic Program on Delay Differential Equations, Торонто, Канада 2015
- Control of Self-Organizing Nonlinear Systems, Варнемюнде, Германия 2014
- Delayed Complex Systems, Пальма-де-Мальорка, Испания 2012
- Delayed Complex Systems, Дрезден, Германия 2009
- XXV European Dynamics Days, Берлин, Германия 2005
- Председатель секции физики конденсированного состояния на 72-й, 76-й, 79-й и 82-й DPG-Spring Meeting в Берлине

## Публикации

### Отдельные издания
- Control of Self-Organizing Nonlinear Systems (Springer, 2016).
- Handbook of Chaos Control (Wiley-VCH, Weinheim 2008).
- Nonlinear Spatio-Temporal Dynamics and Chaos in Semiconductors (Cambridge University Press, Cambridge, 2001).
- Theory of Transport Properties of Semiconductor Nanostructures (Chapman and Hall, London 1998).
- The Physics of Instabilities in Solid State Electron Devices (Plenum Press, New York, 1992).
- Nonequilibrium phase transitions in semiconductors — Self-organization induced by generation and recombination processes (Springer, Berlin, Heidelberg, New York, Tokyo 1987).

### Наиболее цитируемые статьи
- Hagerstrom, A.M.; Murphy, T.E.; Roy, R.; Hövel, P.; Omelchenko, I.; Schöll, E. (2012). “Experimental observation of chimeras in coupled-map lattices”. Nature Physics, vol. 8.
- Janson, N.B.; Balanov, A.G.; Schöll, E. (2004). “Delayed feedback as a means of control of noise-induced motion”. Physical review letters, vol. 93.
- Omelchenko, I.; Maistrenko, Y.; Hövel, P.; Schöll, E. (2011). “Loss of coherence in dynamical networks: spatial chaos and chimera states”. Physical review letters, vol. 106.